# أليكساندر مارسيل
أليكساندر مارسيل (بالفرنسية: Alexandre Marcel)‏ هو مهندس معماري فرنسي، ولد في 11 سبتمبر 1860 في الدائرة السابعة في باريس في فرنسا، وتوفي في 30 يونيو 1928 في باريس في فرنسا.